# يوشيو هوشينو
يوشيو هوشينو (باليابانية: 星野好男؛ بالكانا: ほしの よしお) هو لاعب هوكي الجليد وشخصية أعمال ياباني، ولد في 2 نوفمبر 1950.

## وصلات خارجية
- يوشيو هوشينو على موقع EliteProspects.com (الإنجليزية)
- يوشيو هوشينو على موقع أوليمبيديا (الإنجليزية)